# Kulturgüterschutz in der Schweiz
Der Kulturgüterschutz in der Schweiz definiert Massnahmen zum Schutz der Kulturgüter vor Beschädigung, Zerstörung, Diebstahl und Verlust. Hierzu wurden Rechtsgrundlagen auf nationaler Ebene geschaffen und internationale Abkommen eingegangen, welche die Schweiz verpflichten, nicht nur den Schutz des Kulturgutes auf ihrem Gebiet, sondern auch denjenigen auf dem Hoheitsgebiet anderer Vertragsstaaten zu verwirklichen, zu respektieren und zu unterstützen.
In der Schweiz standen 2016 rund 75'000 Baudenkmäler unter Schutz, wovon etwa 10 % Sakralbauten waren. Daneben waren fast 39'000 archäologische Fundstellen erfasst und mehr als 9800 archäologische Schutzzonen, die rund 1 % der Landesfläche ausmachten. Rund 4 % der geschützten Baudenkmäler sind von nationaler Bedeutung (A-Objekte).

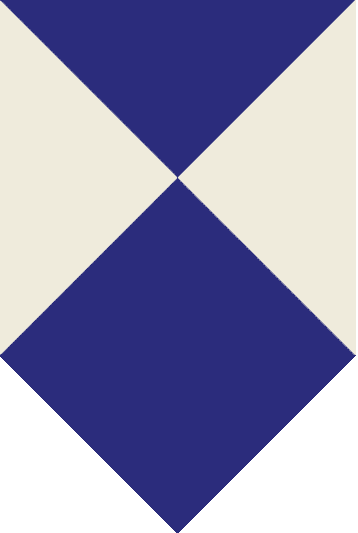
Das Emblem des HAK von 1954 zur Kennzeichnung von geschütztem Kulturgut

## Geschichte
Die Geschichte des Kulturgüterschutzes in seiner heutigen Form beginnt mit der massiven Zerstörung von Kulturgut im Zweiten Weltkrieg. Im Zuge der Gründung der UNO 1945 wurde die UNESCO als eine der siebzehn Sonderorganisationen der Vereinten Nationen geschaffen, welche sich mit Fragen zu Erziehung, Wissenschaft und Kultur auseinandersetzt. Sie gilt heute nach wie vor als die «Mutterorganisation» des Kulturgüterschutzes auf internationaler Ebene. So war die UNESCO auch federführend, als 1954 der Kulturgüterschutz mit der Haager Konvention zum Schutz von Kulturgut bei bewaffneten Konflikten (schweizerische Fassung: Haager Abkommen für den Schutz von Kulturgut bei bewaffneten Konflikten, HAK) auf eine völkerrechtliche Basis gestellt wurde. Die Schweiz trat dem HAK 1962 bei und ratifizierte 2004 das «Zweite Protokoll zum Haager Abkommen für den Schutz von Kulturgut von 1954» (Zweites Protokoll), welches das HAK seit 1999 ergänzt.

## Definition
Gemäss Art. 1 des HAK vom 14. Mai 1954 werden Kulturgüter wie folgt definiert:
a) bewegliches oder unbewegliches Gut, das für das kulturelle Erbe der Völker von grosser Bedeutung ist,
wie z. B. Bau-, Kunst- oder geschichtliche Denkmäler kirchlicher oder weltlicher Art, archäologische Stätten, Gruppen von Bauten, die als Ganzes von historischem oder künstlerischem Interesse sind, Kunstwerke, Manuskripte, Bücher und andere Gegenstände von künstlerischem, historischem oder archäologischem Interesse sowie wissenschaftliche Sammlungen und bedeutende Sammlungen von Büchern, von Archivalien oder von Reproduktionen des oben umschriebenen Kulturguts;
b) Gebäude, die in der Hauptsache und tatsächlich der Erhaltung oder Ausstellung
des unter a) umschriebenen beweglichen Guts dienen,
wie z. B. Museen, grosse Bibliotheken, Archive sowie Bergungsorte, in denen im Falle bewaffneter Konflikte das unter a) umschriebene bewegliche Kulturgut in Sicherheit gebracht werden soll;
c) Denkmalzentren,
das heisst Orte, die in beträchtlichem Umfange Kulturgut im Sinne der Unterabsätze a) und b) aufweisen.

## Organisation
Die Interessen des Kulturgüterschutzes werden auf den Stufen Bund, Kantone und Gemeinden wahrgenommen. Zudem setzen sich auch etliche kulturelle Institutionen und Vereinigungen sowie Private für die Erhaltung und den Schutz von Kulturgütern in der Schweiz ein.
Auf Bundesebene liegt die Federführung im Fachbereich Kulturgüterschutz im Bundesamt für Bevölkerungsschutz (BABS, Eidgenössisches Departement für Verteidigung, Bevölkerungsschutz und Sport, VBS) – er dient als Anlaufstelle für sämtliche Fragen im Zusammenhang mit dem Haager Abkommen für den Schutz von Kulturgut bei bewaffneten Konflikten von 1954 (HAK). Zu seinen Hauptaufgaben gehören die Unterstützung und Förderung der Kantone bei der Durchführung der vorgeschriebenen Massnahmen, das Erlassen von Departementsverordnungen, Weisungen und Richtlinien, die Ausbildung der obersten KGS-Kader im Zivilschutz und des Personals von kulturellen Institutionen, die fachliche Unterstützung bei der Erstellung von Sicherstellungsdokumentationen, der Ankauf und die Einlagerung von Mikrofilmen und fotografischen Sicherheitskopien, das Gewähren von Beiträgen beim Bau von Kulturgüterschutzräumen und die Information sowie der Austausch mit schweizerischen und internationalen Institutionen. Als beratendes Organ steht dem VBS sowie dem Bundesamt für Bevölkerungsschutz BABS die Eidgenössische Kommission für Kulturgüterschutz (früher: Schweizerisches Komitee für Kulturgüterschutz) zur Seite. In dieser ausserparlamentarischen Kommission nehmen Abgeordnete aus den Departementen der Bundesverwaltung, aus kantonalen Fachstellen (Denkmalpflege und Archäologie) sowie aus kulturellen Institutionen (Archive, Museen und Bibliotheken) Einsitz. Die Mitglieder der Kommission werden vom Bundesrat ernannt.
In den Kantonen sind die kantonalen Kulturgüterschutz-Verantwortlichen Ansprechpartner für Fragen im Zusammenhang mit dem Kulturgüterschutz. Diese sind jeweils entweder bei der kantonalen Kulturabteilung – meist bei der Denkmalpflege – oder beim Bevölkerungsschutz angesiedelt. Die Denkmalpflegen bringen als Fachstellen das Know-how im Umgang mit den Objekten in die Zusammenarbeit mit ein, der Zivilschutz stellt die personellen Ressourcen für den Einsatz auf lokaler und regionaler Ebene sicher.
Neben diesen Behörden gibt es in der Schweiz zahlreiche weitere Partner und Einrichtungen, welche ihren Beitrag zum Erhalt des kulturellen Erbes leisten: Die kulturellen Institutionen (Archive, Museen, Bibliotheken), die Partnerorganisationen im Bevölkerungsschutz (v. a. Feuerwehr und Polizei) oder Private wie die Schweizerische Gesellschaft für Kulturgüterschutz.
Auf internationaler Ebene gilt es neben der UNESCO vor allem die Signatarstaaten des Haager Abkommens und des Zweiten Protokolls zu nennen. Weiter spielen zahlreiche Nicht-Regierungsorganisationen wie ICOM (International Council of Museums), ICOMOS (International Council on Monuments and Sites), IFLA (International Federation of Library Associations and Institutions) und ICA (International Council on Archives) eine bedeutende Rolle. Ein weiterer wichtiger Partner im völkerrechtlichen Bereich ist das Internationale Komitee vom Roten Kreuz (IKRK), das im Rahmen seiner humanitären Tätigkeit auch den Kulturgüterschutz mitberücksichtigt.

## Gefahren
Die Gefahren für Kulturgüter lassen sich hauptsächlich in drei Kategorien einteilen: ständige Gefahren, Ereignisse in Friedenszeiten sowie Ereignisse im Falle eines bewaffneten Konflikts.
Unter ständigen Gefahren sind vor allem Diebstahl, Vandalismus, Luftverschmutzung, Schädlings- oder Pilzbefall, Alterszerfall, Unkenntnis oder Gleichgültigkeit zu verstehen. Ein Beispiel für diese Gefahrenkategorie ist der Brand der Luzerner Kapellbrücke im August 1993. Es wird vermutet, dass das Feuer durch eine unachtsam entsorgte Zigarette ausgelöst wurde.
Als Gefahren in Friedenszeiten sind vor allem technisch bedingte Schadensfälle wie Wasserschäden und Naturereignisse wie Erdbeben, Unwetter oder Lawinen zu nennen. Als Beispiel hierfür kann auf die Hochwasserereignisse vom Sommer 2005 verwiesen werden. An verschiedenen Orten in der Schweiz wurde Kulturgut in Mitleidenschaft gezogen; so beispielsweise im Sammlungszentrum des Verkehrshauses in Luzern oder im Benediktinerinnenkloster St. Andreas in Sarnen.
Die kriegerische Zerstörung, gewaltsame Aneignung und Verschleppung von Kulturgut reicht bis in die Anfänge der Menschheitsgeschichte zurück. Bei Kriegseinsätzen können sich vor allem der Gebrauch von Waffen und Sprengstoff negativ auf Kulturgüter auswirken. In jüngeren militärischen Konflikten – beispielsweise während der Kriege auf dem Balkan – kam es vermehrt zu gezielten Zerstörungsaktionen gegen Kulturgüter, was dazu beitrug, dass man das Zweite Protokoll ins Leben rief. In jüngerer Zeit sind Kulturgüter auch für den Terrorismus und dessen Finanzierung via illegalen Handel immer interessanter geworden. Die Sprengung und anschliessende Plünderung der antiken Oasenstadt Palmyra in Syrien durch Mitglieder der Terrororganisation «Islamischer Staat» (IS) im Mai 2015 kann hierfür als Beispiel genannt werden.
In der Schweiz, welche in ihrer jüngeren Vergangenheit weitestgehend von bewaffneten Konflikten verschont wurde, konzentriert sich der Kulturgüterschutz aktuell vor allem auf Massnahmen gegen technisch bedingte Gefahren, Naturereignisse und Vandalismus.

## Schutzmassnahmen
a) Inventar
Das aktuelle «Schweizerische Inventar der Kulturgüter von nationaler und regionaler Bedeutung» wurde 2021 vom Bundesrat in 4. Fassung genehmigt (frühere Ausgaben: 1988, 1995, 2009). Die darin enthaltenen Objekte von nationaler Bedeutung (A-Objekte) aus den Bereichen Einzelbauten, Archäologie sowie Sammlungen (Bestände aus Museen, Archiven und Bibliotheken) wurden nach einheitlichen Kriterien überprüft und bewertet. Daneben enthält es auch Objekte mit regionaler Bedeutung (B-Objekte). Das Inventar ist sowohl als gedruckte Publikation als auch als Geografisches Informationssystem (GIS) im Internet einsehbar.
Daneben existieren verschiedene Inventare nach Artikel 5 des Bundesgesetzes über den Natur- und Heimatschutz (NHG), welche an dieser Stelle als Querbezüge zum Kulturgüterschutz aufgelistet werden sollen: das Inventar der schützenswerten Ortsbilder der Schweiz (ISOS), das Inventar historischer Verkehrswege der Schweiz (IVS) sowie das Bundesinventar der Landschaften- und Naturdenkmäler von nationaler Bedeutung (BLN).
Der grösste Teil der geschützten Objekte sind Baudenkmäler, wobei mit den zusätzlichen Baudenkmälern von lokaler Bedeutung (C-Objekte) in der Schweiz insgesamt 75'084 Baudenkmäler erfasst sind (Stand 2016).
b) Sicherstellungsdokumentation
Gemäss Artikel 5 des «Bundesgesetzes über den Schutz der Kulturgüter bei bewaffneten Konflikten, bei Katastrophen und in Notlagen» von 2014 (KGSG) sind die Kantone dafür verantwortlich, von besonders schutzwürdigen unbeweglichen Kulturgütern Sicherstellungsdokumentationen und von besonders schutzwürdigen beweglichen Kulturgütern Sicherheitskopien herzustellen. Im Falle einer Beschädigung oder Zerstörung eines Kulturgutes können anhand dieser Dokumentationen Restaurierungen und Rekonstruktionen ermöglicht werden. Bei der Erarbeitung einer Sicherstellungsdokumentation werden möglichst umfangreiche Unterlagen (fotografische und fotogrammetrische Aufnahmen, Baupläne, Restaurierungsrapporte, archäologische Dokumentationen, historische Quellen, Literatur sowie Inventare und Detailblätter) zu Objekten gesammelt und anschliessend mikroverfilmt.
c) Mikrofilm
Im Bereich der Langzeitarchivierung gilt der Mikrofilm als das momentan verlässlichste Speichermedium, weil er bei richtiger Lagerung mehrere hundert Jahre haltbar ist. Dem rasanten Wandel in der Informationstechnologie wird insofern Rechnung getragen, als es seit einiger Zeit möglich ist, Mikrofilme ab digitalen Daten herzustellen. Wichtige Dokumente aus Archiven und Bibliotheken, aber auch Sicherstellungsdokumentationen, werden mikroverfilmt und die Filme an einem sicheren Ort abgelegt. Der Bund ist gemäss der «Verordnung über den Schutz der Kulturgüter bei bewaffneten Konflikten, bei Katastrophen und in Notlagen» (KGSV) für das Einlagern von Sicherheitskopien aus den Kantonen an einem «sicheren Ort» – im bundeseigenen Mikrofilmarchiv Heimiswil (Kanton Bern) – zuständig.
d) Kulturgüterschutzräume
In der Schweiz existieren zurzeit über 300 Kulturgüterschutzräume mit einem Gesamtvolumen von über 85'000 m² und 227'000 m³. Sie dienen der Einlagerung von beweglichem Kulturgut im Schadensfall bzw. können bereits heute als Lagerräumlichkeiten für Kulturgut genutzt werden. In jüngster Vergangenheit hat man vermehrt – auch aufgrund sinkender Geldmittel – bereits bestehende Anlagen des Zivilschutzes zu Kulturgüterschutzräumen umgenutzt.
e) Notfallplanung
Artikel 5 Abs. 4 des «Bundesgesetzes über den Schutz der Kulturgüter bei bewaffneten Konflikten, bei Katastrophen und in Notlagen» verpflichtet die Kantone, für ihre Kulturgüter Notfallmassnahmen zum Schutz gegen Feuer, Gebäudeeinsturz, Wasser, Erdbeben, Murgänge und weitere spezifische Gefahren zu planen. Dazu gehört unter anderem auch die Erstellung eines Notfallplans.
2018 hat die Eidgenössische Kommission für Kulturgüterschutz die nationale Strategie «Kulturgüterschutzplanungen / Notfallplanung» verabschiedet. Diese orientiert sich am Modell Integrales Risikomanagement des BABS und umfasst die Bereiche Prävention/Vorsorge, Einsatz (Intervention) und Nachsorge (Rekuperation). Ziel der Strategie ist, erkannte Gefahren so weit als möglich durch organisatorische oder bauliche Massnahmen zu reduzieren. Die sichere und effiziente Bewältigung von Ereignissen in einer Notlage, in einer Katastrophensituation in Friedenszeiten und während eines bewaffneten Konflikts stehen im Zentrum. Die kulturellen Institutionen sollen gemäss Strategie befähigt werden, in jeder Phase des Risikokreislaufes die richtigen Fragen zu stellen und geeignete Massnahmen umsetzen können.
Auch in Kulturgüterschutzräumen ist eine Notfallplanung unabdingbar. Der Bund stellt gemäss der 2021 in Kraft getretenen Zivilschutzvorordnung beim Bau eines Kulturgüterschutzraumes oder bei einer Umnutzung nur dann finanzielle Mittel bereit, wenn die notwendigen organisatorischen Massnahmen für einen langfristigen Schutz der eingelagerten Kulturgüter getroffen wurden. Insbesondere muss eine Notfallplanung vorliegen, sobald der Bau in Betrieb genommen wird.
f) Bergungsort
Mit Art. 12 des «Bundesgesetzes über den Schutz der Kulturgüter bei bewaffneten Konflikten, bei Katastrophen und in Notlagen (KGSG)» hat die Schweiz die Möglichkeit von Bergungsorten für bewegliche Kulturgüter anderer Staaten unter der Schirmherrschaft der UNESCO geschaffen. Geboten wird eine zeitlich begrenzte treuhänderische Aufbewahrung für Kulturgüter, die in ihrem Land akut gefährdet sind. Die Einzelheiten werden in völkerrechtlichen Verträgen geregelt. Dieses Angebot von sogenannten «Safe Havens» steht im Einklang mit der humanitären Tradition der Schweiz. Die Schweiz war weltweit der erste Staat, der einen solchen Bergungsort zur Verfügung stellte. Die Schweiz plant zudem, einen Bergungsort für digitale Kulturgüter aufzubauen. Damit soll der Veränderung der Prozesse und Arbeitsmethoden, welche die Digitalisierung mit sich bringt, Rechnung getragen werden.
g) Ausbildung
Im Bundesgesetz über den Bevölkerungsschutz und den Zivilschutz wird der Kulturgüterschutz als eine der Aufgaben des Zivilschutzes aufgeführt. Dementsprechend erfolgt die Ausbildung des Kulturgüterschutzpersonals auch im Rahmen des Zivilschutzes. Schweizweit stehen aktuell ca. 3'000 Angehörige des Zivilschutzes für den Kulturgüterschutz im Einsatz.
Die Kantone sind zuständig für die Ausbildung der KGS-Spezialisten, während der Bund die Schulung der obersten Kader im Kulturgüterschutz, der Chefs KGS, übernimmt und den Kantonen die Ausbildungsunterlagen für die Spezialisten-Kurse zur Verfügung stellt. Er ist für die Einheitlichkeit der fachtechnischen Ausbildung des Personals des Kulturgüterschutzes zuständig, indem er in Zusammenarbeit mit ausgewiesenen Fachleuten eine Serie von KGS-Merkblättern zuhanden von KGS-Bediensteten lanciert hat. Zudem übernimmt es der Bund, im Rahmen anderer Ausbildungskurse des Bundesamtes für Bevölkerungsschutz über den Kulturgüterschutz zu orientieren. Dies ist etwa der Fall bei Kursen für Kommandanten von Zivilschutzorganisationen und Weiterbildungskursen der Chefs Lage. Im militärischen Rahmen werden zukünftige Adjutanten auf Stufe Bataillon oder Abteilung ausgebildet. Zudem ist eine Sequenz zum Kulturgüterschutz auch in die Ausbildung angehender Verteidigungs-Attachés integriert, um für die völkerrechtlichen Aspekte des Kulturgüterschutzes zu sensibilisieren.
Durch die Revision des Kulturgüterschutzgesetzes (KGSG) erhielt der Bund ab 2015 die Möglichkeit, Personal kultureller Institutionen im Bereich des Kulturgüterschutzes auszubilden.
h) Kennzeichnung
Als weitere Schutzmassnahme gilt die Kennzeichnung von Kulturgütern im bewaffneten Konflikt mit dem sogenannten Kulturgüterschutzschild (KGS-Schild). Das KGS-Schild ist ein geschütztes Zeichen (wie das Rote Kreuz oder der Rote Halbmond des IKRK) und verpflichtet die angreifende Partei, sämtliche militärischen Aktivitäten in einem Radius von 500 Metern um ein derart gekennzeichnetes Kulturgut zu unterlassen. Gerade in den Kriegen im ehemaligen Jugoslawien hat dies nicht funktioniert: Bauten, die mit dem KGS-Schild gekennzeichnet waren, wurden als besonders wertvolle Identifikationssymbole im Gegenteil öfters als erstes angegriffen und zerstört (z. B. Spitzbogenbrücke in Mostar aus dem 16. Jh., die Altstadt von Dubrovnik als Welterbe-Stätte usw.).
Bis anhin konnten in der Schweiz die Schilder einzig auf Anordnung des Bundesrates im Vorfeld eines bewaffneten Konflikts an den Gebäuden angebracht werden. Seit Inkrafttreten 2015 des revidierten Kulturgüterschutzgesetzes (KGSG) haben die Kantone die Möglichkeit, ihre Kulturgüter nach einheitlichen Vorgaben bereits in Friedenszeiten zu kennzeichnen.
i) Information
Internationale wie nationale Rechtsgrundlagen verlangen, dass die Staaten, die Behördenvertreter und die breite Öffentlichkeit über den Kulturgüterschutz informiert werden. Vielfach wurden in der Vergangenheit Kulturgüter zerstört, weil man sich deren Bedeutung nicht oder zu wenig bewusst war. In diesem Bereich ist vor allem der Kulturgüterschutz auf Bundesebene aktiv, der dieser Aufgabe mit der Erarbeitung verschiedener Publikationen Rechnung zu tragen versucht (siehe unter Literatur). Zudem treibt der Bund Projekte im Bereich der Forschung an, welche dem Kulturgüterschutz international einen Mehrwert bringen sollen.
j) Partner
Mit Annahme des Bevölkerungs- und Zivilschutzgesetzes im Januar 2004 wurde in der Schweiz ein Verbundsystem in Kraft gesetzt, welches dazu dient, natur- und zivilisationsbedingte Katastrophen und Schadenereignisse rasch, kostengünstig und unter Einbindung aller relevanten Kräfte modulartig zu meistern. Das Hauptziel dabei ist, Schäden an Leib und Leben sowie an Kulturgut möglichst klein zu halten. Der bedeutendste Partner für den Kulturgüterschutz ist – neben dem Zivilschutz und der Polizei – die Feuerwehr. Die Zusammenarbeit wurde seit 2004 intensiviert. Gemeinsam mit Vertretern der Schweizerischen Feuerwehrinspektorenkonferenz (SFIK) sind Abläufe, Dokumente und Vorgehensweisen festgelegt worden, die eine optimale Zusammenarbeit von Kulturgüterschutz und Feuerwehr ermöglichen. Das Kulturgut-Rettungssystem («Curesys») integriert Kulturgut im Schadensfall in den Feuerwehreinsatz, um dadurch eine möglichst schonende Rettung von Kulturgut zu gewährleisten.
Auch das Militär kann für den Kulturgüterschutz ein wichtiger Partner werden, weil beispielsweise Truppen bei Naturereignissen zu subsidiären Einsätzen aufgeboten werden können. In Zusammenarbeit mit dem Militär wurden für Angehörige der Armee in einem Reglement zehn Grundregeln des Kulturgüterschutzes festgelegt.

## Internationale Zusammenarbeit
Die internationale Zusammenarbeit wird in erster Linie durch die UNESCO koordiniert. Im Zweiten Protokoll, Art. 24, wird festgelegt, dass sich ein internationaler Ausschuss für den Schutz von Kulturgut bei bewaffneten Konflikten konstituieren soll. Dieser tagt jährlich und wird vom Sekretariat der UNESCO (Zweites Protokoll, Art. 28) unterstützt. Die Signatarstaaten legen dem Ausschuss alle vier Jahre einen Bericht über die Durchführung des Zweiten Protokolls vor. Im Jahr 2015, mit der Revision des Kulturgüterschutzgesetzes, wurden die Bestimmungen des Zweiten Protokolls, welches die Schweiz 2004 ratifiziert hat, in der Schweizer Gesetzgebung umgesetzt. Auf bilateraler Ebene arbeitete die Schweiz schon mit verschiedenen Staaten zusammen, als Beispiele können Tschechien, Deutschland oder Norwegen genannt werden. Im März 2019 verabschiedete der Bundesrat eine Strategie, welche die Positionierung und die Handlungsfelder der Schweiz im Bereich des Schutzes von gefährdetem Kulturerbe festlegt. Die Strategie hat das Ziel, Synergien innerhalb der Bundesverwaltung zu fördern und den internationalen Partnern ein Angebot an Expertise und Unterstützung in den Zuständigkeitsbereichen der Schweiz vorzulegen.

## Rechtliche Grundlagen
International
- Haager Abkommen für den Schutz von Kulturgütern bei bewaffneten Konflikten (HAK) vom 14. Mai 1954
- Haager Protokoll über den Schutz von Kulturgut bei bewaffneten Konflikten (Erstes Protokoll) vom 14. Mai 1954
- Zweites Protokoll zum Haager Abkommen von 1954 für den Schutz von Kulturgut bei bewaffneten Konflikten vom 26. März 1999

National
- Bundesgesetz über den Schutz der Kulturgüter bei bewaffneten Konflikten, bei Katastrophen und in Notlagen (KGSG) vom 20. Juni 2014
  - Verordnung über den Schutz der Kulturgüter bei bewaffneten Konflikten, bei Katastrophen und in Notlagen (KGSV) vom 29. Oktober 2014
  - Verordnung des VBS über Sicherstellungsdokumentationen und fotografische Sicherheitskopien (VSFS) vom 05. April 2016
  - Verordnung des VBS über die Kennzeichnung von Kulturgütern und von für den Kulturgüterschutz zuständigem Personal (VKKP) vom 14. November 2017
- Bundesgesetz über den Bevölkerungsschutz und Zivilschutz (Bevölkerungs- und Zivilschutzgesetz, BZG) vom 20. Dezember 2019
  - Verordnung über den Zivilschutz (Zivilschutzverordnung, ZSV) vom 11. November 2020

- Schweizer Armee Reglement 51.007.05 d: Die zehn Grundregeln des Kulturgüterschutzes

Querbezüge
- Bundesgesetz über den internationalen Kulturgütertransfer (KGTG) vom 20. Juni 2003
- Bundesgesetz über den Natur- und Heimatschutz (NHG) vom 1. Juli 1966